# Домовчийский, Валерий
Валерий Ангелов Домовчийский (болг. Валери Ангелов Домовчийски; 5 октября 1986, Пловдив) — болгарский футболист, нападающий клуба «Ботев».

## Карьера
Проведя всего лишь один фантастический сезон в «Марице», был приобретён знаменитейшем клубом Болгарии «Левски». Планировался как замена Григорию Челикову. Забил несколько важных голов за «Левски» в еврокубках, помог команде впервые сыграть в основном этапе Лиги Чемпионов. Всего в еврокубках Валери сыграл 19 игр, забил 11 мячей (7 матчей, 4 гола в Лиги чемпионов и 12 матчей, 7 голов в кубке УЕФА).
2 января 2008 года поехал на пятидневный просмотр в «Блэкберн». 5 января все детали между клубами были согласованы, но сделка сорвалась из-за выявленных у Валери проблем со здоровьем.
29 января Валери был взят в аренду «Гертой» с правом последующего выкупа контракта. 17 мая Валери забил свой первый гол за «Герту» в ворота «Баварии». «Герта» проиграла 4-1, но Домовчийски стал последним игроком, кто забил Оливеру Кану.
Официально куплен «Гертой» 22 мая 2008 года. «Левски» получил от этого трансфера 1 600 000 евро.

## Достижения
«Левски»
- Чемпион Болгарии: 2005/06, 2006/07
- Обладатель Кубка Болгарии: 2004/05, 2006/07
- Обладатель Суперкубка Болгарии: 2005, 2007

«Герта»
- Победитель Второй Бундеслиги: 2010/11

## Статистика
| Сезон   | Команды | Матчи | Голы |
| ------- | ------- | ----- | ---- |
| 2003/04 | Марица  | 21    | 34   |
| 2004/05 | Левски  | 15    | 12   |
| 2005/06 | Левски  | 24    | 13   |
| 2006/07 | Левски  | 26    | 17   |
| 2007/08 | Левски  | 14    | 7    |
| 2007/08 | Герта   | 4     | 1    |
| 2008/09 | Герта   | 25    | 4    |